# Diplazium remotum
Diplazium remotum är en majbräkenväxtart som beskrevs av Antoine Laurent Apollinaire Fée.
Diplazium remotum ingår i släktet Diplazium och familjen Athyriaceae. Inga underarter finns listade i Catalogue of Life.